# Associated Producers
Associated Producers, Incorporated est une société américaine de distribution de films pour les producteurs indépendants, dont la création a été annoncée le 8 novembre 1919 par Thomas H. Ince, et qui fut active jusqu'en 1922 et sa fusion avec Associated First National Pictures.
Fin 1919, Maurice Tourneur, J. Parker Read Jr., Thomas H. Ince, Mack Sennett, Marshall Neilan, Allan Dwan et George Loane Tucker créent cette société de distribution surnommée « The Big Six »[réf. nécessaire], dans le but de faire distribuer leurs films, un peu selon le principe d'United Artists créée au début de la même année. L'idée de départ de Ince était de créer une structure permettant de contrecarrer l'intégration verticale alors en cours dans l'industrie du cinéma, avec des firmes regroupant les activités de production, de distribution et de projection en salles.